# Longzhouacris
Longzhouacris är ett släkte av insekter. Longzhouacris ingår i familjen gräshoppor.
Kladogram enligt Catalogue of Life:
| Longzhouacris | \| \| Longzhouacris brevipennis \| \| \| \| \| \| Longzhouacris hainanensis \| \| \| \| \| \| Longzhouacris huanjiangensis \| \| \| \| \| \| Longzhouacris jinxiuensis \| \| \| \| \| \| Longzhouacris longipennis \| \| \| \| \| \| Longzhouacris miaoershanensis \| \| \| \| \| \| Longzhouacris mirabilis \| \| \| \| \| \| Longzhouacris nankunshanensis \| \| \| \| \| \| Longzhouacris rufipennis \| \| \| \| |
|               | \| \| Longzhouacris brevipennis \| \| \| \| \| \| Longzhouacris hainanensis \| \| \| \| \| \| Longzhouacris huanjiangensis \| \| \| \| \| \| Longzhouacris jinxiuensis \| \| \| \| \| \| Longzhouacris longipennis \| \| \| \| \| \| Longzhouacris miaoershanensis \| \| \| \| \| \| Longzhouacris mirabilis \| \| \| \| \| \| Longzhouacris nankunshanensis \| \| \| \| \| \| Longzhouacris rufipennis \| \| \| \| |
|               | Longzhouacris brevipennis |
|               | |
|               | Longzhouacris hainanensis |
|               | |
|               | Longzhouacris huanjiangensis |
|               | |
|               | Longzhouacris jinxiuensis |
|               | |
|               | Longzhouacris longipennis |
|               | |
|               | Longzhouacris miaoershanensis |
|               | |
|               | Longzhouacris mirabilis |
|               | |
|               | Longzhouacris nankunshanensis |
|               | |
|               | Longzhouacris rufipennis |
|               | |